# Calligonum gobicum
Calligonum gobicum är en slideväxtart som först beskrevs av Aleksandr Andrejevitj Bunge och Meissner, och fick sitt nu gällande namn av Losinskaja. Calligonum gobicum ingår i släktet Calligonum och familjen slideväxter. Inga underarter finns listade i Catalogue of Life.